# 森口隆宏
森口 隆宏（もりぐち たかひろ、1944年 - ）は、日本の実業家。東京三菱銀行代表取締役副頭取、JPモルガン証券代表取締役会長兼最高経営責任者、凌霜会副理事長などを歴任。

## 人物・経歴
兵庫県生まれ。1967神戸大学経済学部卒業、東京銀行（現三菱UFJ銀行）入行。国際金融市場に従事し、2003年東京三菱銀行代表取締役副頭取。2006年三菱東京UFJ銀行常任顧問。同年JPモルガン証券代表取締役会長兼CEO。2007年JPモルガン証券代表取締役会長。2016年JPモルガン証券シニア・アドバイザー。神戸大学東京六甲クラブ理事長、凌霜会副理事長なども歴任。2017年神戸大学大学院経済学研究科功労者表彰第1号受賞。